# Flisy (osada leśna)
Flisy – dawna osada leśna  w Polsce położona w województwie lubelskim, w powiecie janowskim, w gminie Dzwola.
Nazwa zniesiona 1.01.2021 r.
W latach 1975–1998 miejscowość administracyjnie należała do województwa tarnobrzeskiego.